# Sarphatistraat 66

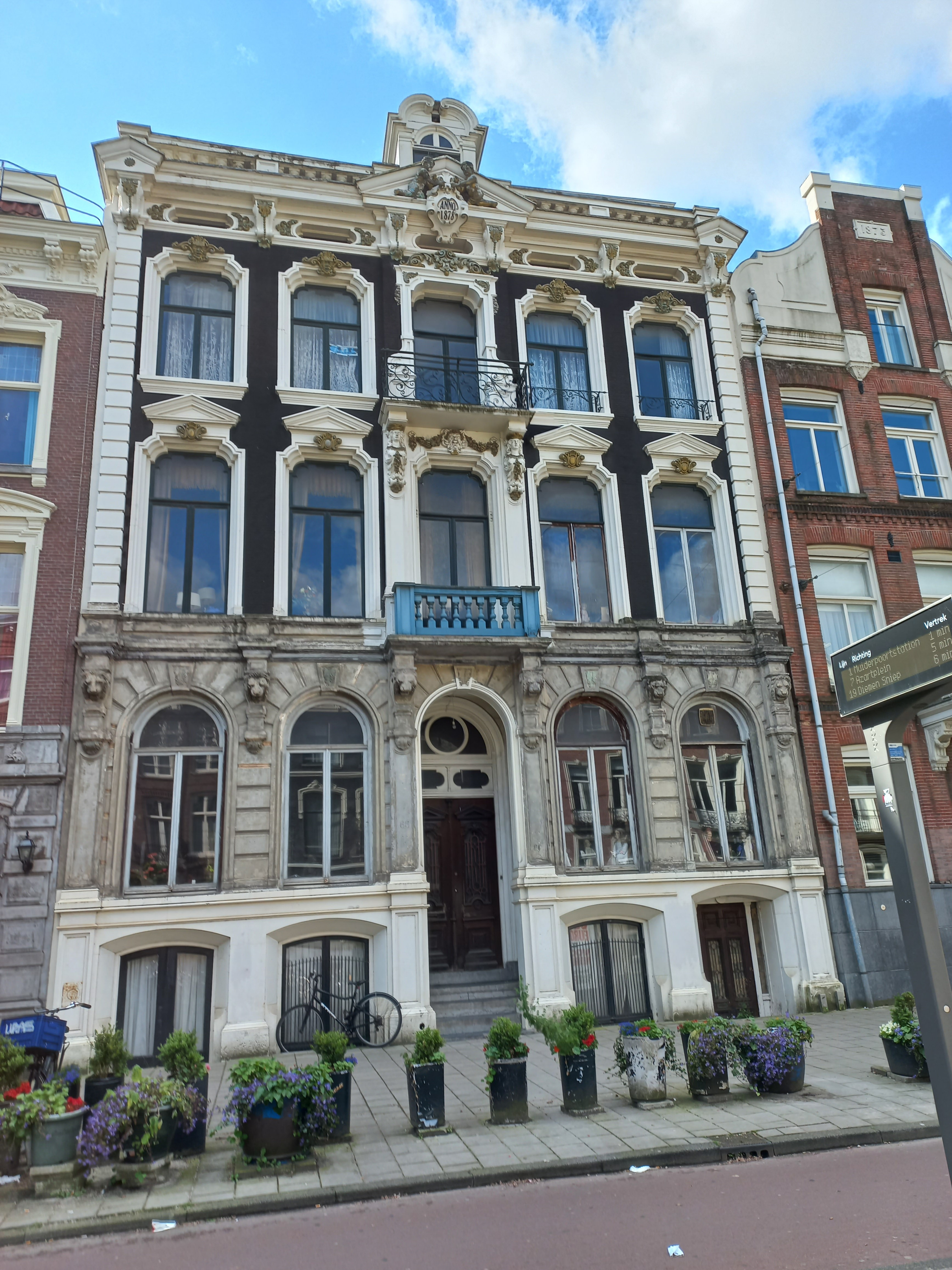
Sarphatistraat 66, Amsterdam (juni 2024)

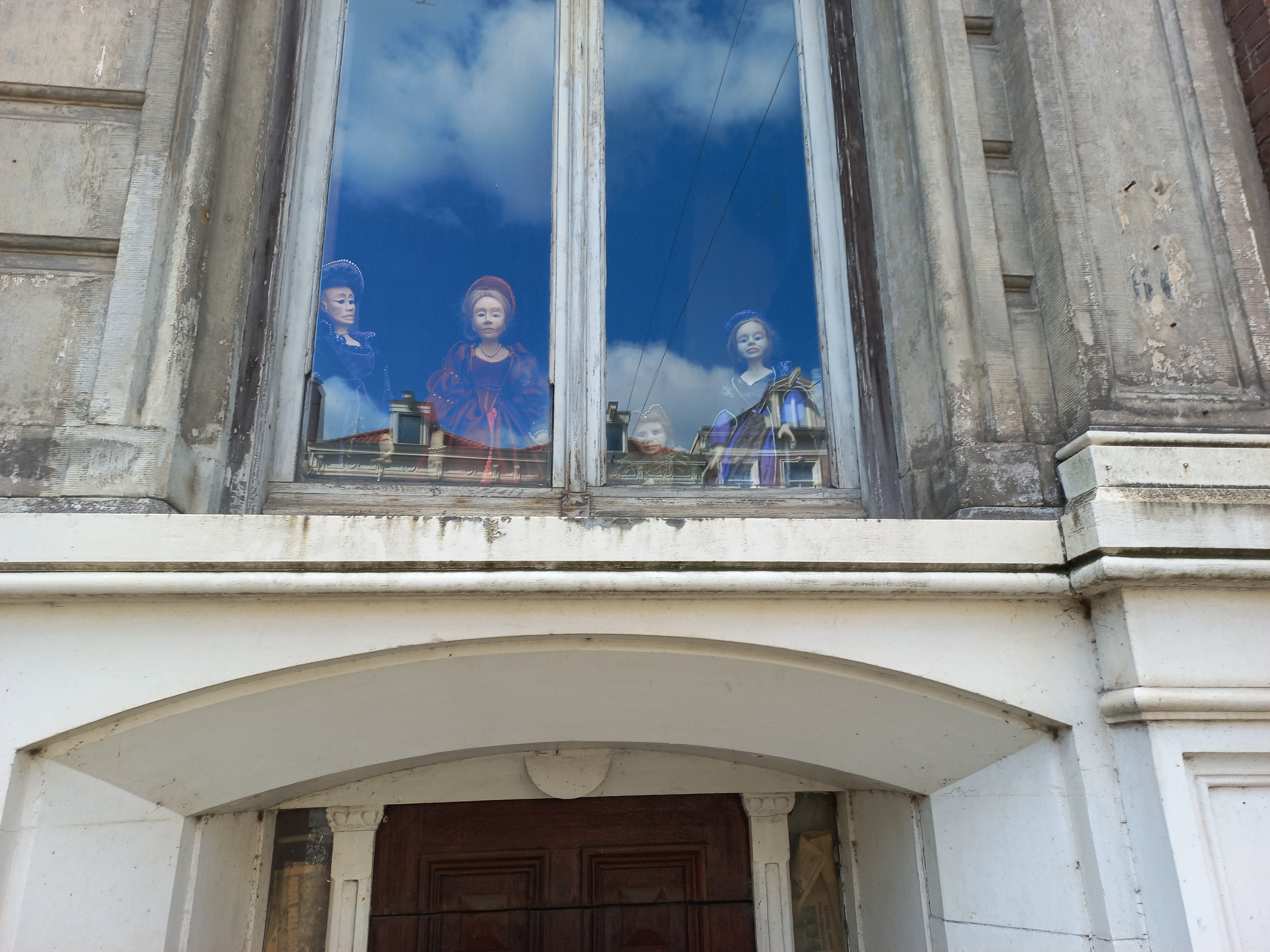
Naar buiten starende poppen (juni 2024)

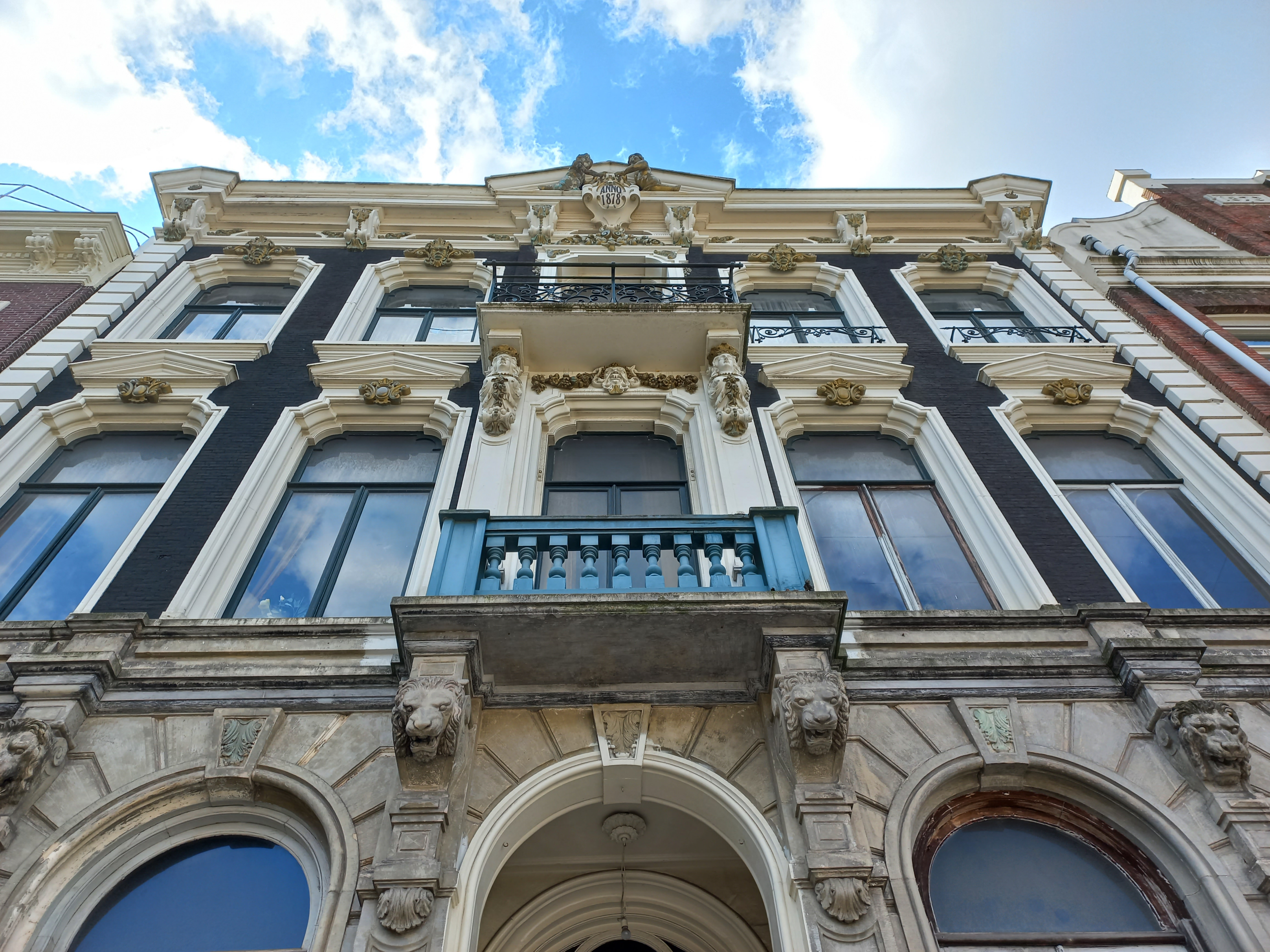
Bovenbouw met Frans balkon (juni 2024)

Sarphatistraat 66 is een gebouw aan de Sarphatistraat in Amsterdam-Centrum. Het pand ligt aan het gedeelte van de straat ten oosten van de Amstel.
Dat gedeelte van de straat, gebouwd op de voormalige verdedigingsschans, werd in de jaren zeventig van de 19e eeuw volgebouwd met gebouw voor gebouw. Dat geldt ook voor dit gebouw dat werd ontworpen in 1873 door architect Johan Heinrich Schmitz. De bouw nam uiteindelijk vijf jaar in beslag, zonder dat daar een reden voor gevonden werd. De datumsteen in de gevel vermeldt "ANNO 1878"; dat jaartal werd ondersteund doordat de eerste ingeschrevenen in dit pand toen werden genoteerd. De opdrachtgevers waren diamantairs Beer & Raap uit de Huddestraat, maar zij hebben er voor zover bekend nooit gewoond. De eerste bekende familie die er woonde was de familie Jitta-Polak Daniëls, die hier vanuit Brussel neerstreek. Ook daarna was de diamantwereld niet ver weg met diamantbewerking (J.K. Smit & Zonen, dat in 1928 haar 50-jarig jubileum vierde)  en instrumenten ter ondersteuning daarvan. De laatst bekende huurder uit de diamantwereld vertrok in de jaren zeventig naar het industriegebied in Westpoort (Portsmuiden).
Er was vanaf dan enige jaren een bed & breakfast of hotel (Silton Hotel) gevestigd, tot circa 2022. Daarna werd er gerenoveerd; in 2024 stond het gebouw te koop voor bijna zeven miljoen euro.
Het gebouw, dan al gemeentelijk monument, is opgetrokken met kenmerken van de neoclassicistische architectuur van eind 19e eeuw. Het gebouw van drie woonetages boven een souterrain is rijk bepleisterd en met allerlei beeldhouwwerk (mensen- en dierenkoppen, festoenen etc.) versierd. De bel-etage valt extra op vanwege het gebruik van grijs natuursteen. Ook het interieur is rijk geornamenteerd.
Het gebouw heeft rond die verkoop in 2024 al de bijnaam gekregen van poppenhuis en spookhuis. Achter de ramen van de bel-etage staren poppen enigszins luguber naar buiten.